# Tristesse et Beauté (film, 1965)
Pour plus de détails, voir Fiche technique et Distribution.
Tristesse et Beauté (美しさと哀しみと, Utsukushisa to kanashimi to) est un film japonais réalisé par Masahiro Shinoda, sorti en 1965.

## Synopsis
Ōki, écrivain vieillissant, voyage à Kyoto pour revoir son ancienne amante, Otoko. Celle-ci est désormais artiste et vit avec Keiko, sa disciple et partenaire.

## Fiche technique
- Titre : Tristesse et Beauté[1]
- Titre original : 美しさと哀しみと (Utsukushisa to kanashimi to?)
- Réalisation : Masahiro Shinoda
- Scénario : Nobuo Yamada d'après le roman Tristesse et Beauté de Yasunari Kawabata
- Musique : Tōru Takemitsu
- Photographie : Masao Kosugi
- Décors : Jun'ichi Ōsumi
- Montage : Yoshi Sugihara
- Production : Takeshi Sasaki
- Société de production : Shōchiku
- Pays de production :  Japon
- Langue originale : japonais
- Genre : Drame et romance
- Durée : 106 minutes (métrage : huit bobines - 2 838 m[2])
- Dates de sortie : 
  - Japon : 28 février 1965[2]

## Distribution
- Kaoru Yachigusa : Otoko Ueno
- Mariko Kaga : Keiko Sakami
- Sō Yamamura : Toshio Ōki
- Kei Yamamoto : Taichiro Ōki
- Misako Watanabe : Fumiko Ōki
- Haruko Sugimura : la mère d'Otoko
- Yoshiko Nakamura : la vieille femme à Arashiyama
- Miko Hirata
- Yoshihide Satō

## Distinctions
Le film a gagné le prix de la meilleure actrice dans un second rôle pour Kaoru Yachigusa lors de l'Asia-Pacific Film Festival 1965.